# Aléxandrosz Dzórvasz
Aléxandrosz Dzórvasz (görögül: Αλέξανδρος Τζόρβας) (Athén, 1982. augusztus 12. –) görög labdarúgó, aki 2014 óta az indiai NorthEast Unitedben játszik kapusként. A görög válogatott tagjaként ott volt a 2008-as és a 2012-es Európa-bajnokságon, valamint a 2010-es világbajnokságon.

## Pályafutása
Dzórvasz 2001-ben került fel a Panathinaikósz első csapatához az akadémiáról. A következő négy évet kisebb csapatoknál töltötte kölcsönben. A Panathinaikószban mindössze egy bajnokin lépett pályára. Kevés játéklehetősége miatt 2007-ben az ÓFI-hoz igazolt. Hamar állandósította helyét a kezdőben, 2008-ban megválasztották Görögország második legjobb kapusának. Jó teljesítménye miatt visszavásárolta a Panathinaikósz. A 2008/09-es szezon elején még Mario Galinović volt a csapat első számú kapusa, de októbertől kezdve Dzórvasz is egyre több lehetőséget kapott. A következő idényben már állandó tagja volt a kezdőnek, klubjával pedig megnyerte a bajnokságot.
2011. augusztus 26-án a Palermóhoz szerződött, a távozó Salvatore Sirigu helyére. Szeptember 11-én, egy Inter elleni mérkőzésen debütált, melyet csapata 4-3-re megnyert. Eleinte ő volt az első számú kapus, de több hibát is elkövetett, ami miatt Francesco Benussi kiszorította a kezdőből.

## Válogatott
Dzórvasz 2008. november 19-én, Olaszország ellen mutatkozott be a görög válogatottban. A 2010-es világbajnokságon való részvételért vívott rájátszáson 180 percen keresztül megőrizte a kapuját a góltól Ukrajna ellen. A görögök végül 1-0-ra nyertek, és kvalifikálták magukat a tornára. Dzórvasz a válogatott tagjaként ott volt a 2008-as és a 2012-es Eb-n, valamint a 2010-es vb-n.

## Sikerei, díjai

### Panathinaikósz
- Görög bajnok: 2009/10
- Görög kupagyőztes: 2010

## Fordítás
- Ez a szócikk részben vagy egészben  az   Alexandros Tzorvas című angol Wikipédia-szócikk fordításán alapul.  Az eredeti cikk szerkesztőit annak laptörténete sorolja fel. Ez a jelzés csupán a megfogalmazás eredetét és a szerzői jogokat jelzi, nem szolgál a cikkben szereplő információk forrásmegjelöléseként.

## Külső hivatkozások
- Adatlapja a TransferMarkt-on